# Universidad de Salzburgo
La Universidad de Salzburgo  (en alemán, Universität Salzburg) es una universidad estatal de Austria. Es una universidad sin campus stricto sensu, los centros se reparten por varias partes del casco antiguo Salzburgo. 
Inicialmente benedictina, se secularizó tras las guerras napoleónicas. 
Cuando Salzburgo formó parte de Baviera se cerró y se reabrió con el Imperio austríaco.